# Servas, Gard
Servas är en kommun i departementet Gard i regionen Occitanien i södra Frankrike. Kommunen ligger i kantonen Alès-Sud-Est som tillhör arrondissementet Alès. År 2022 hade Servas 221 invånare.

## Befolkningsutveckling
Antalet invånare i kommunen Servas
Referens:INSEE